# Irving Adler
Irving Adler (ur. 27 kwietnia 1913 w Nowym Jorku, zm. 22 września 2012 w Bennington w stanie Vermont) – amerykański matematyk oraz pisarz książek o nauce pod pseudonimem Robert Irving.

## Życiorys
Rodzice Adlera mieszkali w Przeworsku, gdzie urodzili się młodsi bracia i siostry. Napisał ponad 80 podręczników szkolnych i książek. Jego specjalizacją był system Fibonacci, ale pisał też, między innymi, o astronomii, polityce, i pedagogii.